# Jean-Bosco Ntep
Jean-Bosco Ntep (Hikoamaen, 3 de abril de 1951) é Bispo de Edéa.
Jean-Bosco Ntep foi ordenado sacerdote em 25 de março de 1979. 
O Papa João Paulo II o nomeou Bispo de Eséka em 22 de março de 1993. O arcebispo de Douala, o cardeal Christian Wiyghan Tumi, consagrou-o bispo em 4 de julho do mesmo ano; Co-consagrantes foram Santos Abril y Castelló, Pró-Núncio Apostólico no Gabão, Camarões e Guiné Equatorial, e André Wouking, Bispo de Bafoussam.
Foi nomeado Bispo de Edéa em 15 de outubro de 2004 e empossado em 4 de dezembro do mesmo ano.